# Scuola Grande de San Marco
La Scuola Grande de San Marco es troba a Venècia, a tocar de l'església de Santi Giovanni e Paolo, al campo del mateix nom.
L'edifici presenta una bella façana renaixentista. Aquesta scuola era una de les «sis grans» de Venècia. La seva història comença el 1260, amb una primera construcció que es va començar a refer de nou el 1487, sota la direcció de Pietro Lombardo i Giovanni di Antonio Buora. Va acabar l'obra Mauro Codussi, el 1495. Altres treballs menors es van anar portant a terme amb posterioritat. Des del segle xix l'edifici es dedica a hospital.
La porta central té un timpà representant Sant Marc i els seus seguidors, rematat per la imatge de la Caritat. Als costats es troben unes arcades en perspectiva, amb un lleó modern a la part inferior.

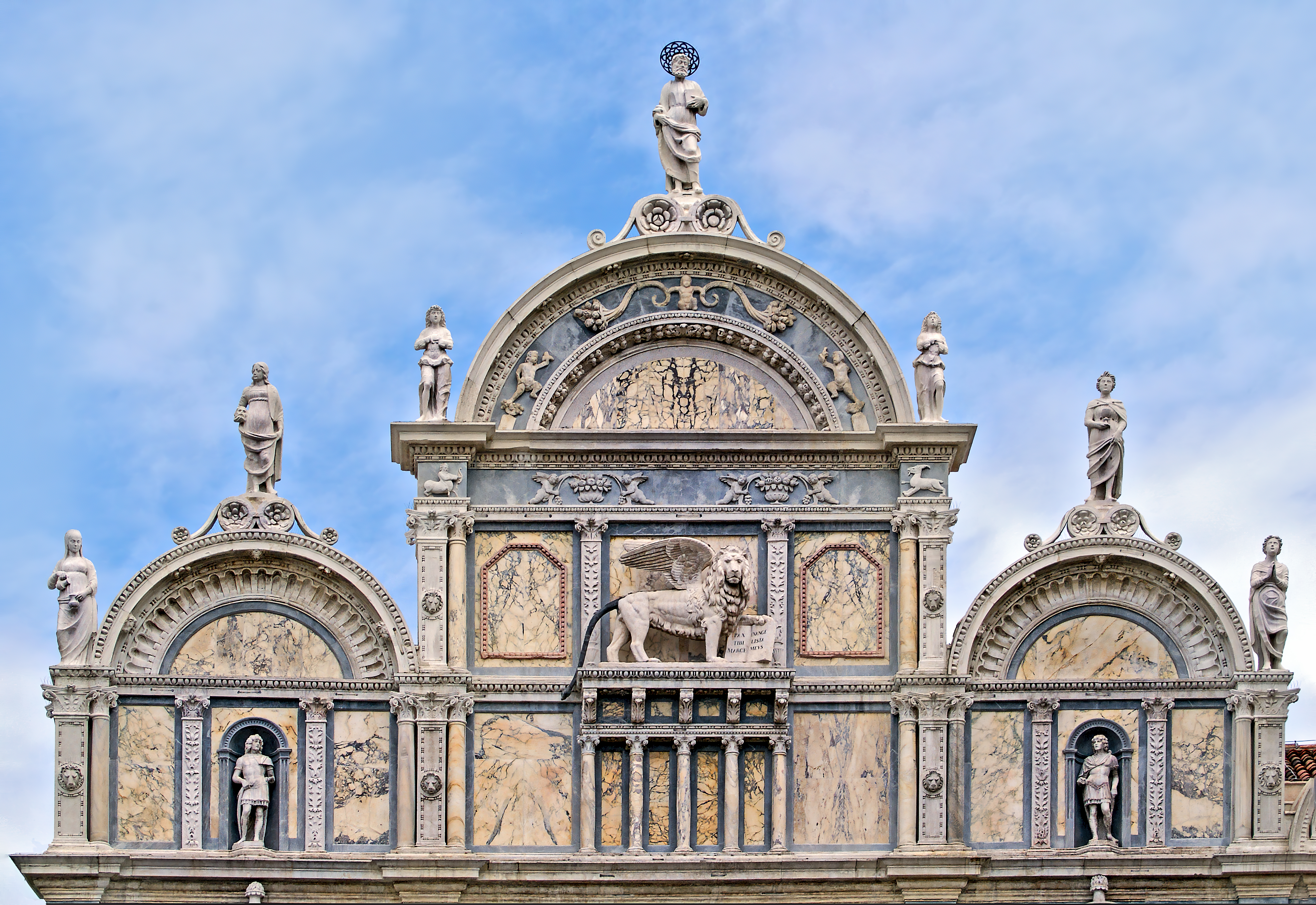
Façana
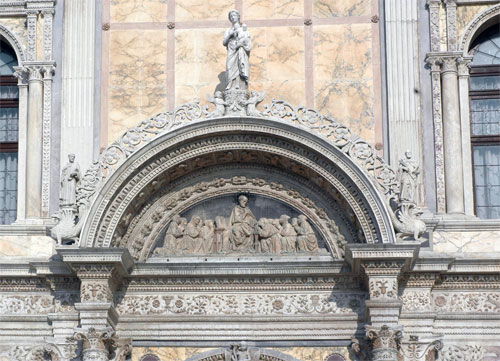
Timpà
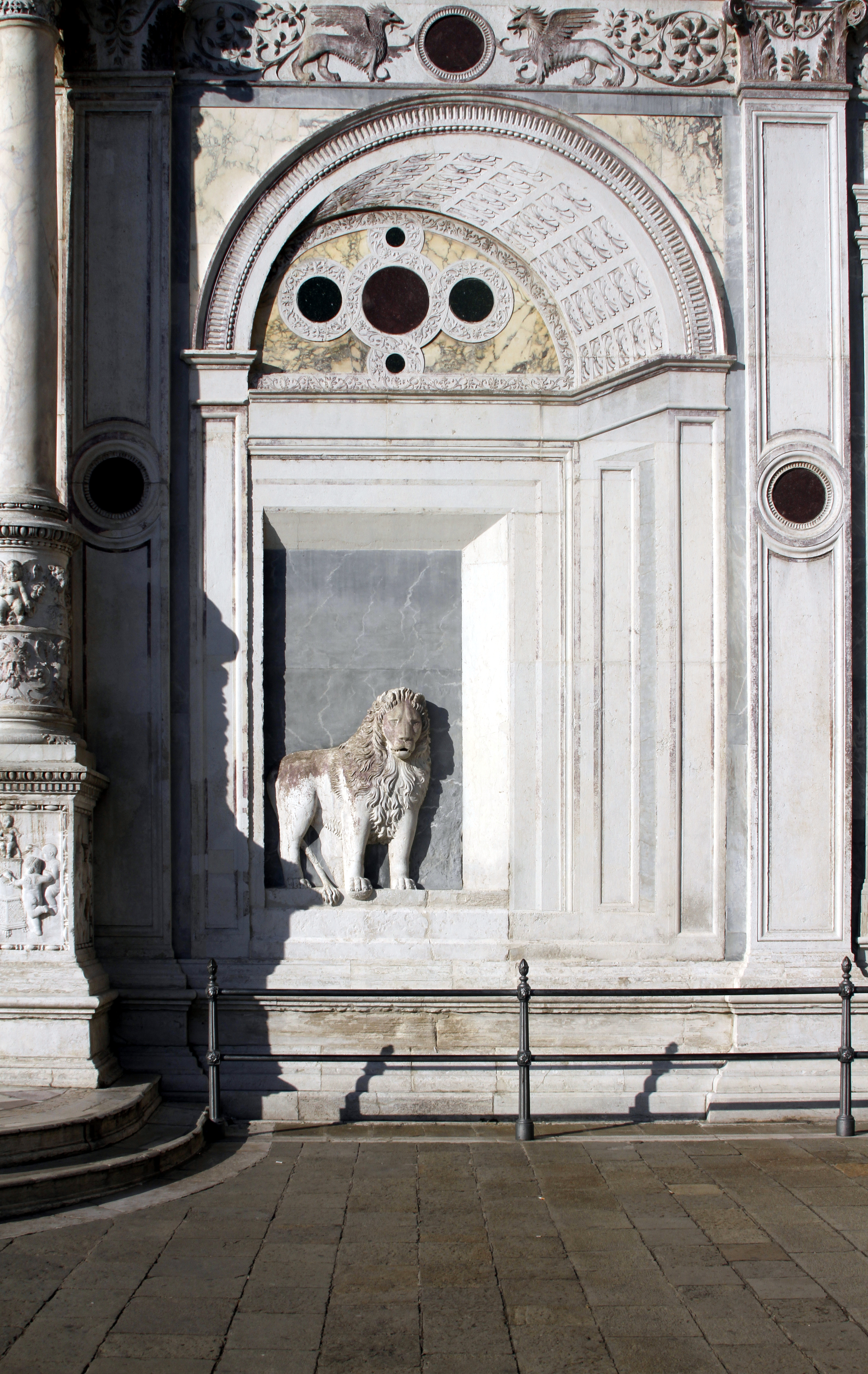
Decoració en perspectiva, als laterals